# Marek Czekała
Marek Czekała (ur. 9 czerwca 1957 w Katowicach) – skrzypek, solista, w latach 2016–2019 dyrektor Toruńskiej Orkiestry Symfonicznej, muzyk Orkiestry Symfonicznej Filharmonii Pomorskiej, animator kultury muzycznej.

## Życiorys
Urodził się w Katowicach. Naukę gry na skrzypcach rozpoczął w wieku pięciu lat. Skończył Podstawową Szkołę Muzyczną i Liceum Muzyczne w Katowicach, w którym nauczył się komponować piosenki.
Studia rozpoczął w bydgoskiej Filii Wyższej Szkoły Muzycznej w Łodzi, późniejszej Akademii Muzycznej w Bydgoszczy w klasie skrzypiec Antoniego Cofalika, ukończywszy ją w 1982. Współpracę z Filharmonią Pomorską zaczął w czasie studiów w 1979, zostawszy później etatowym pracownikiem orkiestry symfonicznej tej instytucji. W międzyczasie współpracował z orkiestrą operową, będąc przez jeden sezon jej drugim koncertmistrzem.
Kilka lat przebywał na kontraktach w niemieckich orkiestrach, współpracował w tym czasie m.in. z orkiestrami w Berlinie „Das Berliner Symphony Orchester” i „Barok Kamer Orchester” (1983–1987). Po powrocie do Bydgoszczy nadal współpracował z orkiestrami niemieckimi jak: „Barok Orchester” czy „Haydn Orchester”. Zauroczony Wiedniem i wykonawstwem muzyki Johanna Straussa, zainicjował powstanie w Bydgoszczy Orkiestry Salonowej im. J. Straussa złożonej z muzyków bydgoskiej orkiestry symfonicznej. Orkiestra ta powstała w 1995 i skupia najlepszych muzyków regionu, reprezentując wysoki poziom artystyczny. Marek Czekała oprócz gry w orkiestrze był jej dyrygentem, kompozytorem i menadżerem. Jego żona Elżbieta, syn i córka są muzykami, wspomagając koncerty bydgoskiej Orkiestry Salonowej.
W latach 2016–2019 był dyrektorem Toruńskiej Orkiestry Symfonicznej.

## Nagrody i odznaczenia
- Odznaka Zasłużony Działacz Kultury (1996)[4]
- Odznaka Honorowa za Zasługi dla Województwa Kujawsko-Pomorskiego (2013)[5]
- Medal im. prof. Leonarda Lorentowicza za wybitne zasługi na polu artystycznym dla Uzdrowiska Ciechocinek (2013)